# 2017年ロンドン・フィンスベリー・パーク襲撃事件
2017年ロンドン・フィンスベリー・パーク襲撃事件は、英国の首都ロンドン・イズリントン区のフィンズベリーパークにて、2017年6月19日月曜日の午前0時20分（BST）頃発生した襲撃事件である。実行犯は、自動車（バン）を故意に暴走させ、歩行者数人を轢いた。現場は、フィンスベリー・パーク・モスク付近であり、ラマダーン期間中のムスリムが深夜の礼拝を終えた時間帯であった。被害者の多くはこれらイスラム教徒で、1人が死亡、少なくとも10人が負傷しうち8人は重傷のため市内の病院へ搬送された。実行犯1人が殺人の容疑で逮捕された。